# 鼻腔
鼻腔，呼吸道最前部由骨和软骨围成的空腔，为呼吸系统的起始部。以鼻中隔分为左右两半，前端经鼻孔与外界相通，后端经鼻后孔与咽腔相连。